# Villafruela del Condado
Villafruela del Condado es una localidad del municipio de Vegas del Condado, situada en la provincia de León, a 17,3 kilómetros de León y a 7,5 kilómetros de la cabecera del municipio. Según el padrón municipal de habitantes, a 1 de enero de 2016 Villafruela del Condado contaba con 69 habitantes.
|  |

## Toponimia
Fruela, del germánico Frauji, "señor", en referencia a Fruela de Asturias.
Condado, del latín Cominatus, "cortejo, acompañamiento", "dignidad honorífica de conde" o "territorio o lugar a que se refiere el título nobiliario de conde y sobre el cual ejercía éste antiguamente señorío" (en referencia a los Nuñez de Guzmán); o del céltico Condate, "confluencia" (en referencia a los ríos Porma y Curueño).
Villa de Froila (año 985), Castro de Froila (año 1100), Villa Fruela del Condado (año 1376).

## Símbolos
Villafruela del Condado tiene un pendón propio, que es la bandera típica y antigua del pueblo, de 5 franjas rojo carmesí con pasamanería de hilo de oro de 4 centímetros de diámetro, la cual se procesiona por la localidad en Corpus Christi y en la fiesta de San Bartolomé.

## Geografía

### Ubicación
El pueblo de Villafruela del Condado se sitúa en la ribera derecha del río Porma, a una altitud de 830 m s. n. m., en la subcomarca de El Condado. Sus coordenadas son 42°37′18″N 5°23′24″O / 42.62167, -5.39000.
Pertenece al término municipal de Vegas del Condado, ayuntamiento que limita con los términos municipales de Valdefresno y Garrafe de Torío al este, con los de Santa Colomba de Curueño y Vegaquemada al norte, con el de Gradefes al oeste, y al sur con Villasabariego.
| Noroeste: Moral del Condado | Norte: San Cipriano del Condado | Noreste: San Vicente del Condado |
| Oeste: Solanilla            |                                 | Este: Cañizal de Rueda           |
| Suroeste Secos del Condado  | Sur: Castrillo del Condado      | Sureste: Villarratel             |

## Transporte

### Carreteras
Por el pueblo pasa la carretera  LE-5609 , que comunica Villafruela del Condado con San Cipriano del Condado, la  LE-5618 , que comunica Villafruela del Condado con la  CL-624  (Puente Villarente-Boñar), la Calle el Cristo que comunica Villafruela del Condado con Moral del Condado, y la Carretera Villafruela que comunica Villafruela del Condado con la  LE-5611  (Castrillo del Condado-San Vicente del Condado.

### Autobús
En el pueblo hay una parada de autobús que opera la empresa Yugueros que hace la línea Cofiñal-León.

## Economía
La agricultura es la principal fuente de ingresos del pueblo. Los terrenos son de regadío principalmente, excepto algunos terrenos situados en el monte.

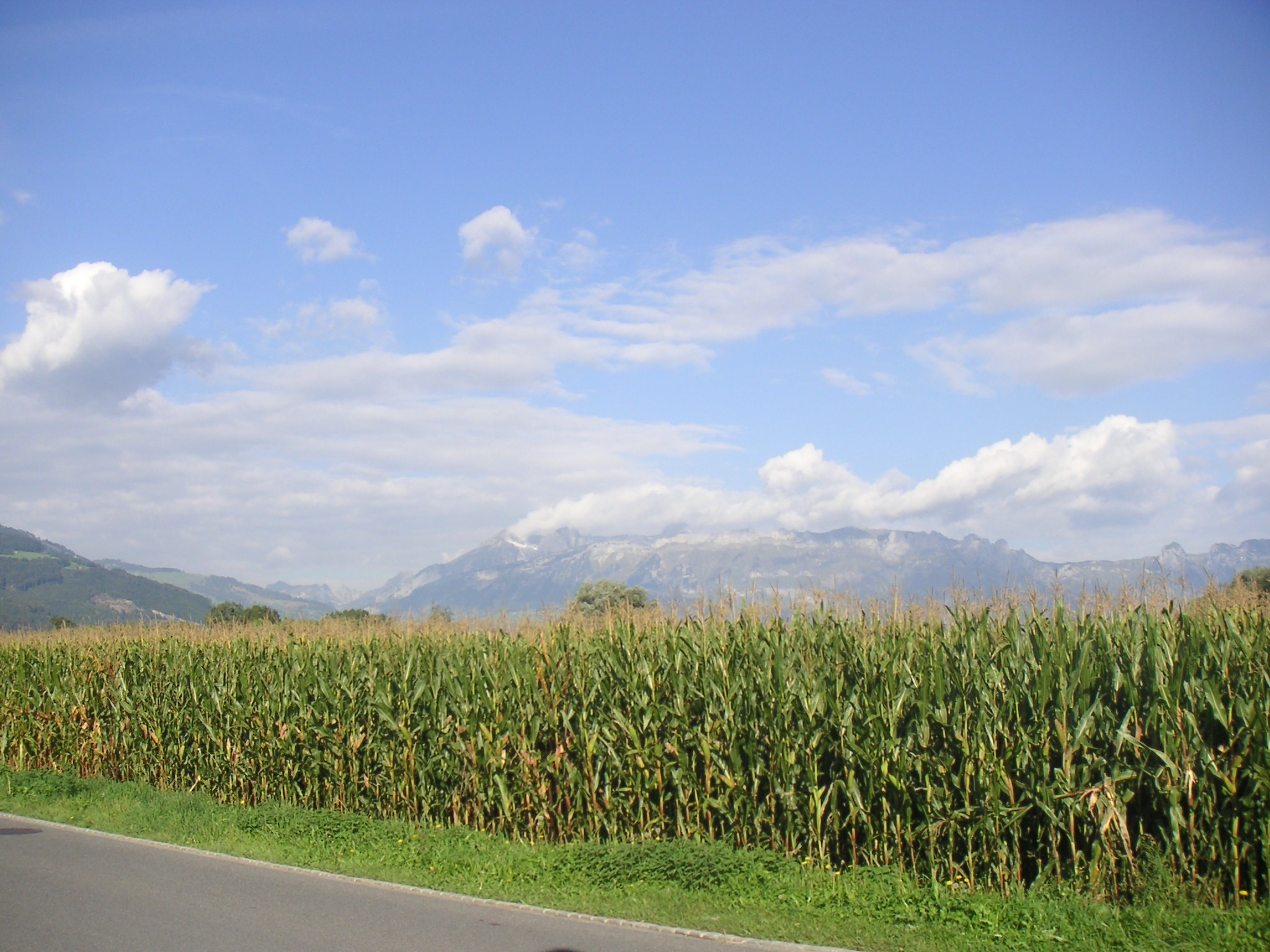
El maíz se cultiva mucho en la zona.

## Cultura
La iglesia de san Pelayo es el principal atractivo turístico, junto a la Fuente de los leones, cuya agua es de una calidad excelente. Se pueden visitar también casas imponentes y antiguas de principios del siglo XX. En el pueblo hay varios libros de importante contenido cultural y artístico.

## Fiestas
Hay dos fiestas en el año:
- La fiesta de San Pelayo, el 26 de junio.
- La fiesta de San Bartolo, el 24 de agosto.
- La fiesta del Mesie, el 28 de diciembre. Con motivo de la conmemoración de su gran hazaña en este pasaje.